# Prowe
Prowe – bóstwo połabskie opisane przez Helmolda. Wedle relacji kronikarza, Prowe miał być czczony na ziemi starogardzkiej w Wagrii wraz z Siwą i Radogostem, stanowiąc jedno z najpierwszych i najważniejszych bóstw.
Poświęcony mu był otoczony ogrodzeniem święty gaj dębowy, gdzie co poniedziałek odbywały się sądy. Helmold wyraźnie podkreśla, że Prowe w przeciwieństwie do innych bóstw nie posiadał swojego posągu. Święty gaj Prowego został odwiedzony przez biskupa oldenburskiego Wicelina (1149–1154), kultowi w nim przewodniczył wówczas kapłan o imieniu Mike. Ostatecznie gaj został zniszczony przez następcę Wicelina, Gerolda (1154–1163).
Identyfikacja Prowego jest bardzo trudna, gdyż nie pojawia się on w żadnych innych źródłach poza Helmoldem. Nie wiadomo, czy chodzi o deifikowaną personifikację prawa, czy też – zgodnie z poglądem Aleksandra Brücknera – Helmold omyłkowo wziął słowo prawo za imię bóstwa. Według innej hipotezy imię Prowe należałoby czytać jako Prone, co wskazywałoby na związek z kultem Peruna.